# Франческо Заппа
Франческо Заппа (італ. Francesco Zappa; 1717, Мілан — 1803, Гаага) — італійський композитор і віолончеліст кінця XVIII століття. Відомий завдяки альбому американського музиканта Френка Заппи під однойменною назвою (Francesco Zappa), в якому музика Франчески Заппа звучить у виконанні Френка на синклавірі. За висловом Френка Заппи, це перший цифровий запис Франчески за 200 років. 2009 року дві симфонії цього композитора були записані силами оркестру Нової нідерландської академії.

## Список творів
- Дуети:
  - 6 сонат для клавіру, Opus 4а (Париж, без дати)
  - 6 дуетів (скрипка, віолончель / 2 скрипки) (Париж, Н. А.)
  - Дует для 2 віолончелей

- Тріо сонати, для 2-х скрипок і баса:
  - 6 тріо (Лондон, 1765), Opus 1 (Гаага, без дати)
  - 6 тріо Opus 2 (Лондон, ок. 1767)
  - 6 тріо Opus 3 (Париж, Н. А.)
  - 6 тріо Opus 4 (Лондон, Н. А.)
  - 6 сонати à-де violons & Basse, (Гаага, я),' Sammlung Thulemeyer

- Інші роботи:
  - 6 Сонат для клавіру, Opus 6 (Париж 1776)
  - 6 симфоній (Париж, Н. А.)
  - 2 романси, скрипка, фортепіано, як Opus 4 (Гаага, без дати)
  - 2 романси, скрипка (Гаага)
  - Соната для віолончелі
  - Sinfonia con Violoncello obbligato
  - Quartetto Concertante для струнного квартету з оркестром
  - 27 п'єс, 2 для фортепіано, 5 для скрипки, фортепіано, як Opus 11 (Гаага, без дати)
  - Соната для 3 скрипок, віолончелі, контрабаса,